# Formigueret del Suno
El formigueret del Suno (Myrmotherula sunensis) és una espècie d'ocell de la família dels tamnofílids (Thamnophilidae).

## Hàbitat i distribució
Habita la selva pluvial de les terres baixes fins als 500 m, del sud-est de Colòmbia, est d'Equador, nord-est i centre del Perú i oest del Brasil.